# Тормос (Аліканте)
Тормос (валенс. Tormos, ісп. Tormos) — муніципалітет в Іспанії, у складі автономної спільноти Валенсія, у провінції Аліканте. Населення — 332 особи (2022).
Муніципалітет розташований на відстані близько 360 км на південний схід від Мадрида, 60 км на північний схід від Аліканте.

## Демографія
Динаміка населення (INE ):

## Галерея зображень

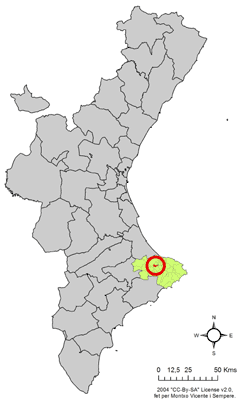
Розташування муніципалітету Тормос у автономній спільноті Валенсія
Розташування муніципалітету Тормос у комарці Маріна-Альта